# Hervé Lomboto
Hervé Lomboto (* 27. Oktober 1989 in Kinshasa, Zaire) ist ein Fußballspieler aus der Demokratischen Republik Kongo.

## Karriere

### Verein
Lomboto begann seine aktive Karriere bei Union Sportive Amazone in Kimbanseke, Tshangu Distrikt in Zaire. Im Frühjahr 2012 verließ er den US Amazone und wechselte zum AS Vita Club. Lomboto spielte für seinen Verein Vita Club 2012 und 2013 in der CAF Champions League, schied jedoch jeweils in der Vorrunde mit dem Team aus.

### Nationalmannschaft
Lomboto ist ehemaliger U-23-Nationalspieler der DR Kongo und spielte für die Mannschaft, die die Qualifikation zu den Olympischen Sommerspielen 2012 in London versuchte. Er konnte sich mit dem Team jedoch nicht für die Olympischen Spiele qualifizieren und gab stattdessen sein A-Länderspiel-Debüt für die Fußballnationalmannschaft der Demokratischen Republik Kongo im Rahmen der Afrikanischen Nationenmeisterschaft. Insgesamt lief Lombato bislang in vier A-Länderspielen der DR Kongo auf.